# 마대 (성경 인물)

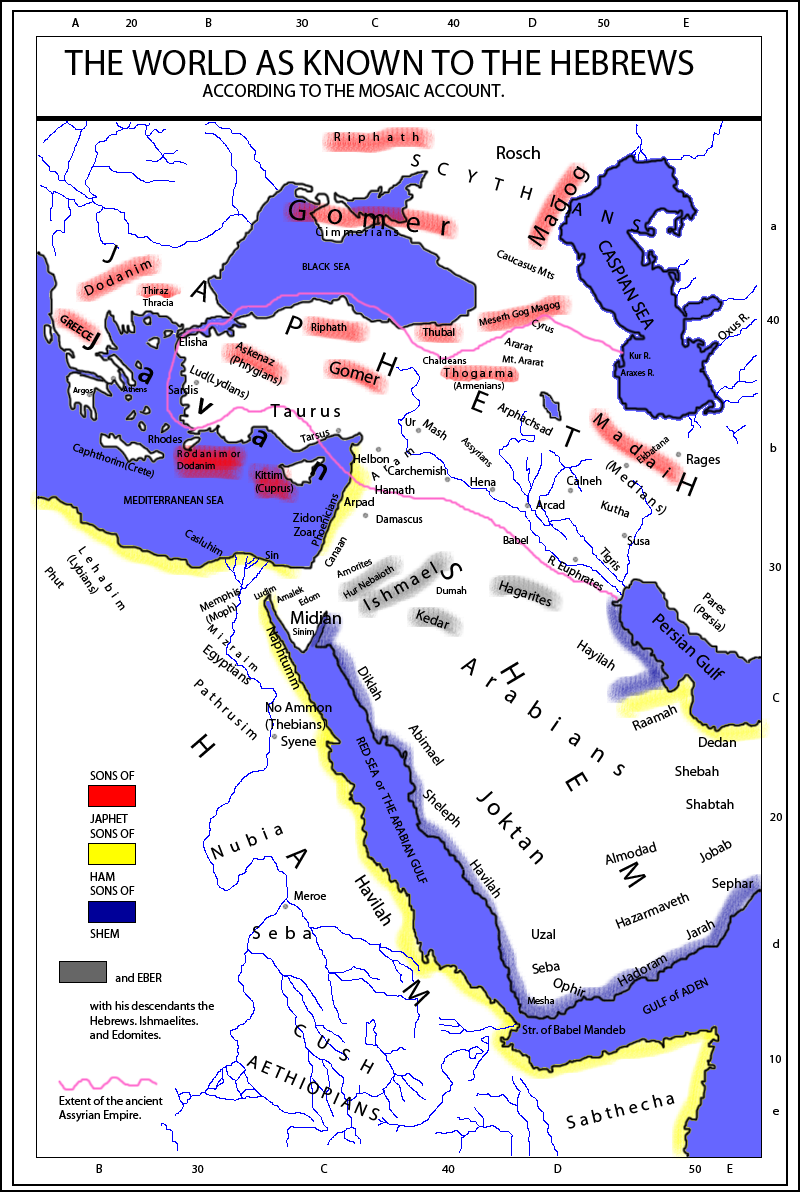

마대(Madai, 히브리어: מָדַי maˈdaj; 그리스어: Μηδος mɛːˈdos[*])는 야벳의 아들이자 구약성경의 창세기에 나오는 노아의 16명 손자 중 한 명이다.

## 관련 민족

### 메디아 및 관련 이란 민족
성경 학자들은 일반적으로 마대를 후대의 기록에 등장하는 이란의 메디아 민족과 동일시해왔다. 메디아는 요세푸스를 비롯해 후대 학자들도 마대의 후손으로 보았다. 아시리아어와 히브리어 자료에서도 메디아를 마대로 불렀다.
쿠르드족, 발루치족, 아제르바이잔인 (튀르크화 이전)은 여전히 마대에게서 기원했다는 전통을 유지하고 있다.

### 기타
현대의 일부 학자들은 미탄니, 마티에네, 만나이와 같은 여러 초기 민족들과도 연관성을 제안했다.

## 희년서에 기록된 내용
희년서(10:35-36)에 따르면, 마대는 셈의 딸과 결혼했으며, 흑해 너머에 할당된 유산(아마도 브리튼 제도에 해당)에서 사는 것보다 셈의 후손들 사이에서 사는 것을 선호했다. 그래서 그는 처남들인 엘람, 아슈르, 아르박삿에게 간청하여 마침내 자신의 이름을 딴 땅인 메디아를 받게 되었다.
희년서의 다른 구절(8:5)에는 마대의 딸 밀가(아람어: Melkâ)가 카이난과 결혼했는데, 카이난은 창세기의 70인역과 루가의 복음서(3:36)에도 언급된 아브라함의 조상이다.

## 메도스와 메데이아와의 연관성
고대 그리스어 신화 역사에서 메도스(Μηδος)와 그의 어머니 메데이아도 메디아인의 조상으로 여겨졌다. 기독교 학자들은 적어도 이시도루스 히스팔렌시스 시대(서기 600년경)부터 히브리어의 마대와 그리스어의 메도스를 연관시켜온 바 있다.